# Satakentia liukiuensis
Satakentia liukiuensis là loài thực vật có hoa thuộc họ Arecaceae. Loài này được (Hatus.) H.E.Moore miêu tả khoa học đầu tiên năm 1969.